# Javier Bosma
Francisco Javier Bosma Mínguez (Roses, 6 de novembro de 1969) é um ex-voleibolista de praia espanhol.
Bosma participou de três edições de Jogos Olímpicos. Seu melhor resultado foi em Atenas 2004, onde conquistou a medalha de prata ao lado de Pablo Herrera. Em suas outras participações obteve dois quinto lugares; em Atlanta 1996 ao lado de Sixto Jiménez e em Sydney 2000 com Fabio Díez.